# Beauséjour (Manitoba)
Pour les articles homonymes, voir Beauséjour.
Beauséjour (en anglais : Beausejour) est une ville d'environ 2800 habitants située au nord-est de la province du Manitoba au Canada.
Le village de Beauséjour vit le jour en 1874 avec l'arrivée d'émigrants Métis majoritairement francophones qui nommèrent ce lieu situé tout juste à l'ouest du bouclier canadien et de l'actuel parc provincial du Whiteshell. La ville est située à une cinquantaine de kilomètres au nord-est de Winnipeg.
Au tout début du XXe siècle arrivèrent une vague d'émigrants européens venus d'Allemagne surtout de Pologne et d'Ukraine. Cette émigration changea profondément le village qui devint une petite cité aux accents slaves et notamment ukrainiens. En 1903, une église ukrainienne fut ouverte.
En 1906, un industriel, Joseph Keilback et des associés, fondèrent l'entreprise "Manitoba Glass Works". Grâce à un dépôt de sable de haute qualité, cette entreprise fut la première verrerie de l'Ouest canadien.

## Démographie
| 2001  | 2006  | 2011  | 2016  |
| ----- | ----- | ----- | ----- |
| 2 772 | 2 823 | 3 126 | 3 219 |